# Phân bố Gibbs
Phân phối Gibbs nói về xác suất tìm thấy hạt có mức năng lượng Ei trong một hệ nhiệt cân bằng (không áp dụng cho hệ nhiệt bất cân bằng).
Cho 1 hệ có N hạt có các năng lượng E1, E2,..., En.
Xác suất tìm thấy hạt có năng lượng Ei có dạng:
W(Ei)={\displaystyle {\frac {n(Ei)}{N}}}= {\displaystyle exp\left({\frac {-Ei}{k.T}}\right)}
trong đó n(Ei): số hạt có năng lượng Ei.
Phân phối này được đặt tên theo Josiah Willard Gibbs (1839-1903), nhà vật lý người Mỹ.